# Речица (Брест)
Ре́чица (бел. Рэчыца) — микрорайон Ленинского района Бреста.

## История
Первое упоминание Речицы в письменных источниках относится к 1568 г. В одном из документов, датируемом 27 декабря 1571 г., подканцлер Великого княжества Литовского рассматривал жалобу речицкого войта. В 1749 г. Антоний Потей стражник ВКЛ, продал пану Флемингу деревню Речицкую. В XIX веке деревня и имение Речица входили в Косичскую волость Брестского уезда. В 1930-е гг. на месте имения вырос посёлок. С 1940 г. деревня и посёлок в составе Брестского района. До 1959 г. была центром сельского Совета колхоза «Пограничник». В 1959—1968 гг. посёлок слился с деревней, входил в Клейниковский сельсовет. Бывшая деревня в 1968 г. вошла в городскую черту, с 1978 г. — в Ленинском районе Бреста.

## Галерея

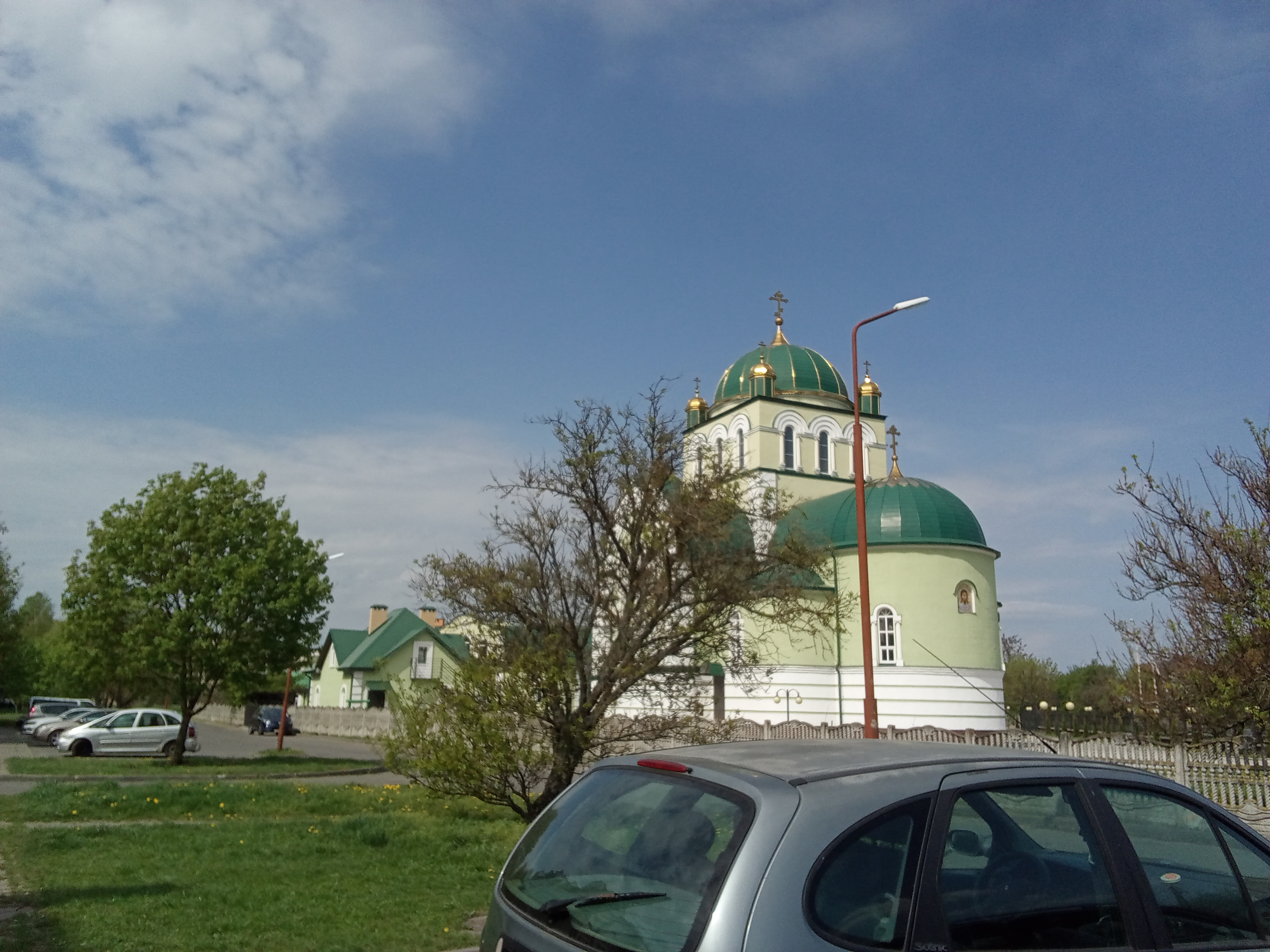
Свято Троицкая церковь

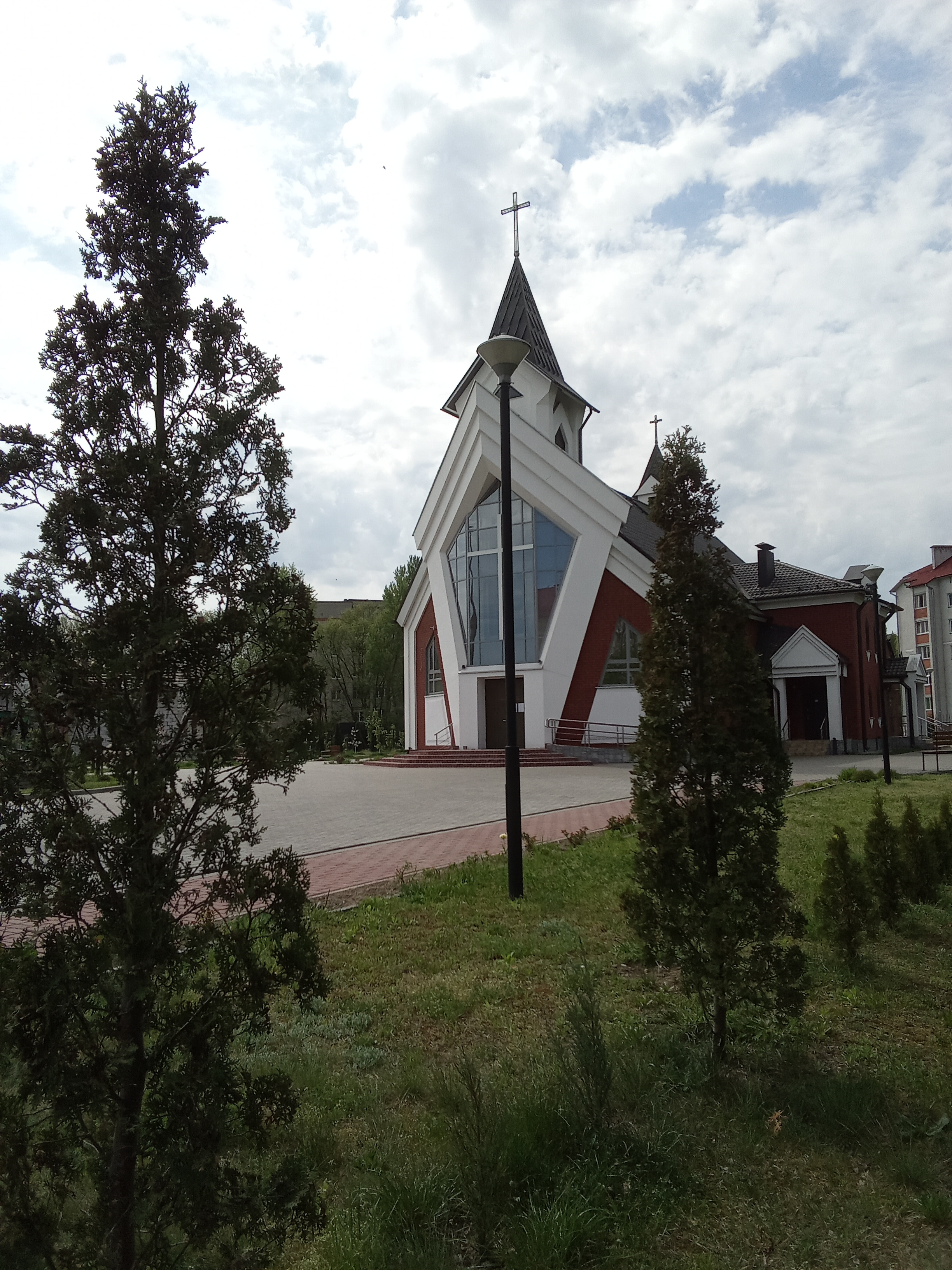
Костёл пресвятого сердца Иисуса Христа

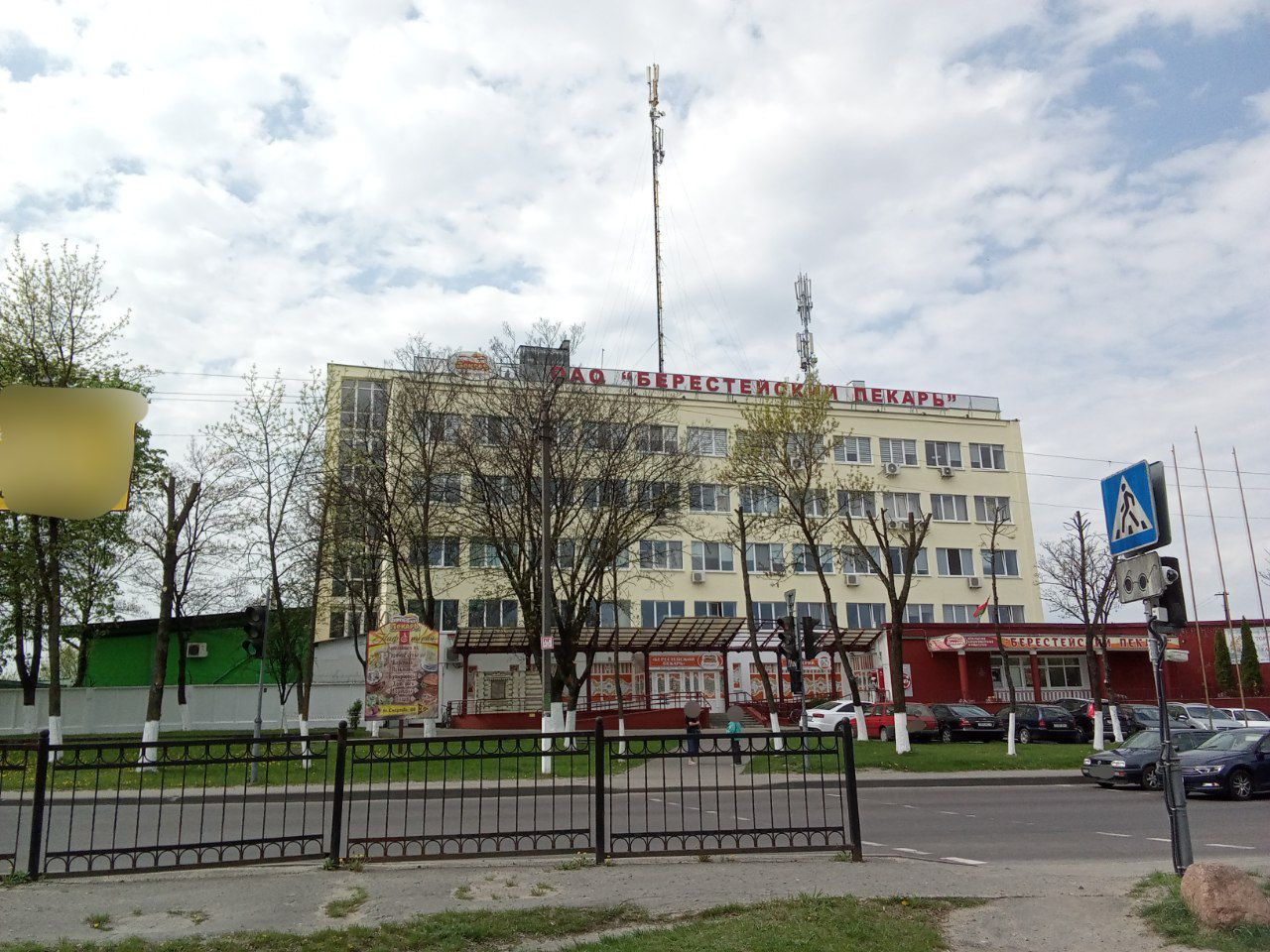
Хлебозавод

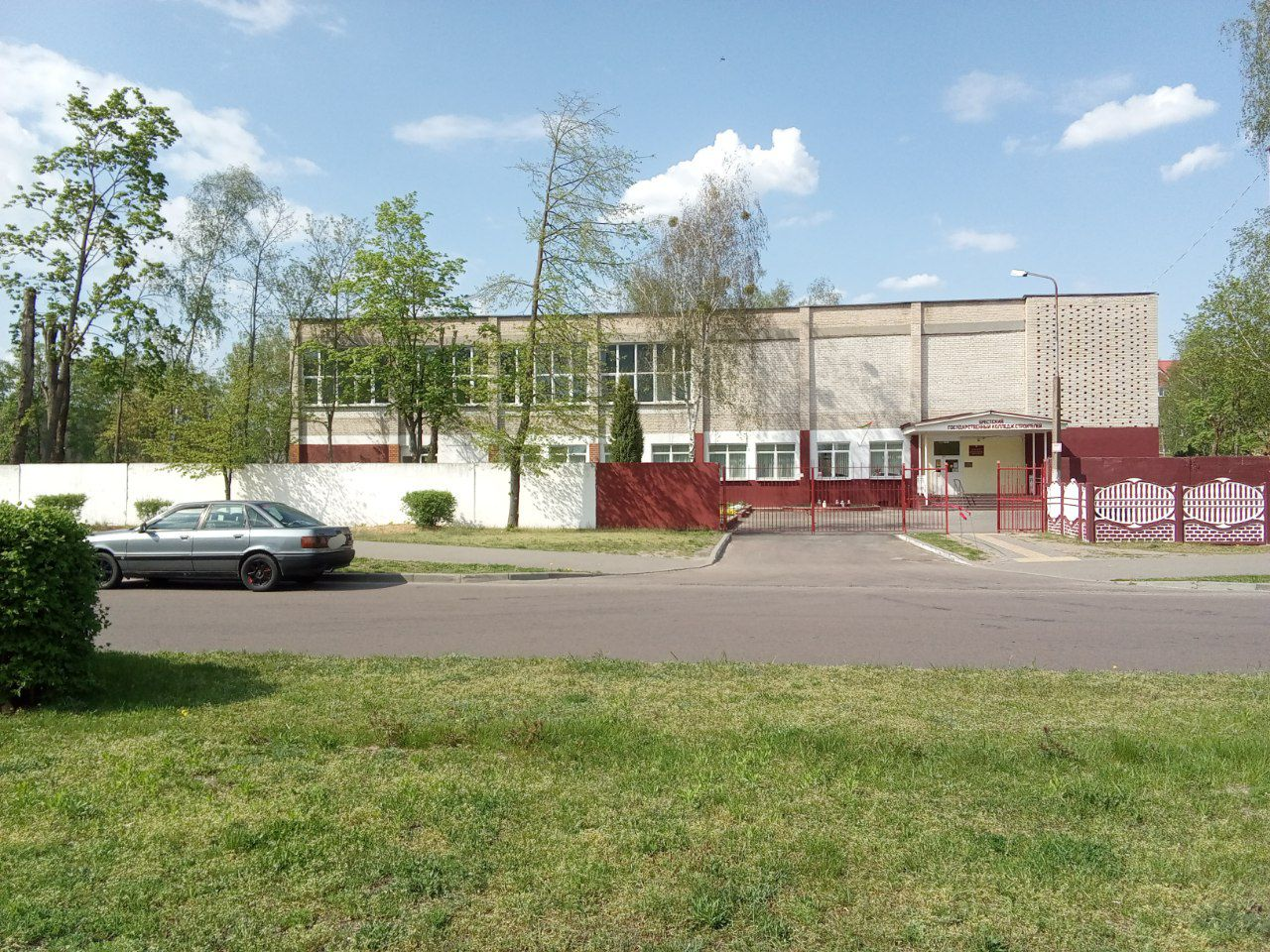
Брестский Государственный Колледж Строителей

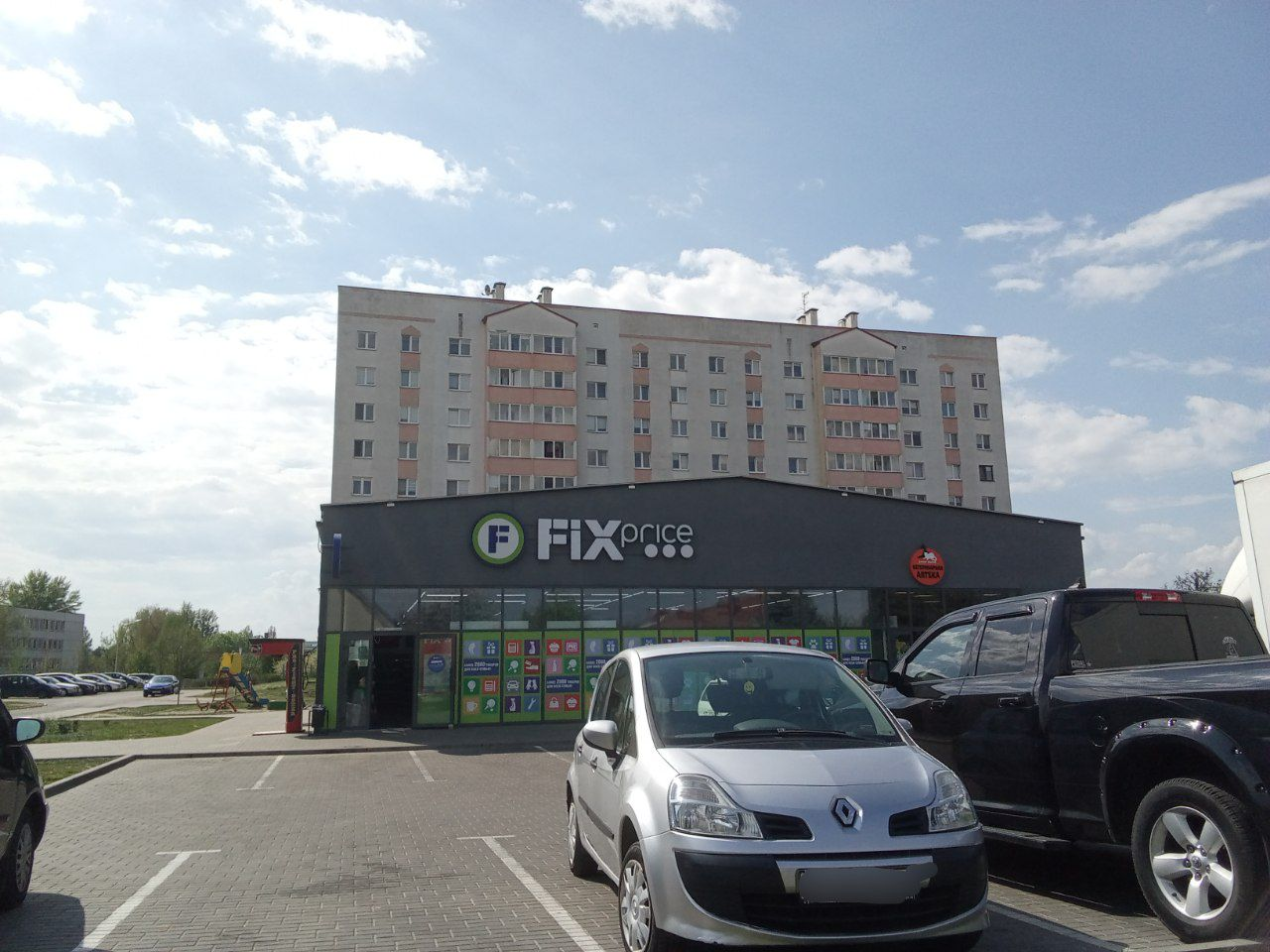
Магазин Fix Price на Адамковской

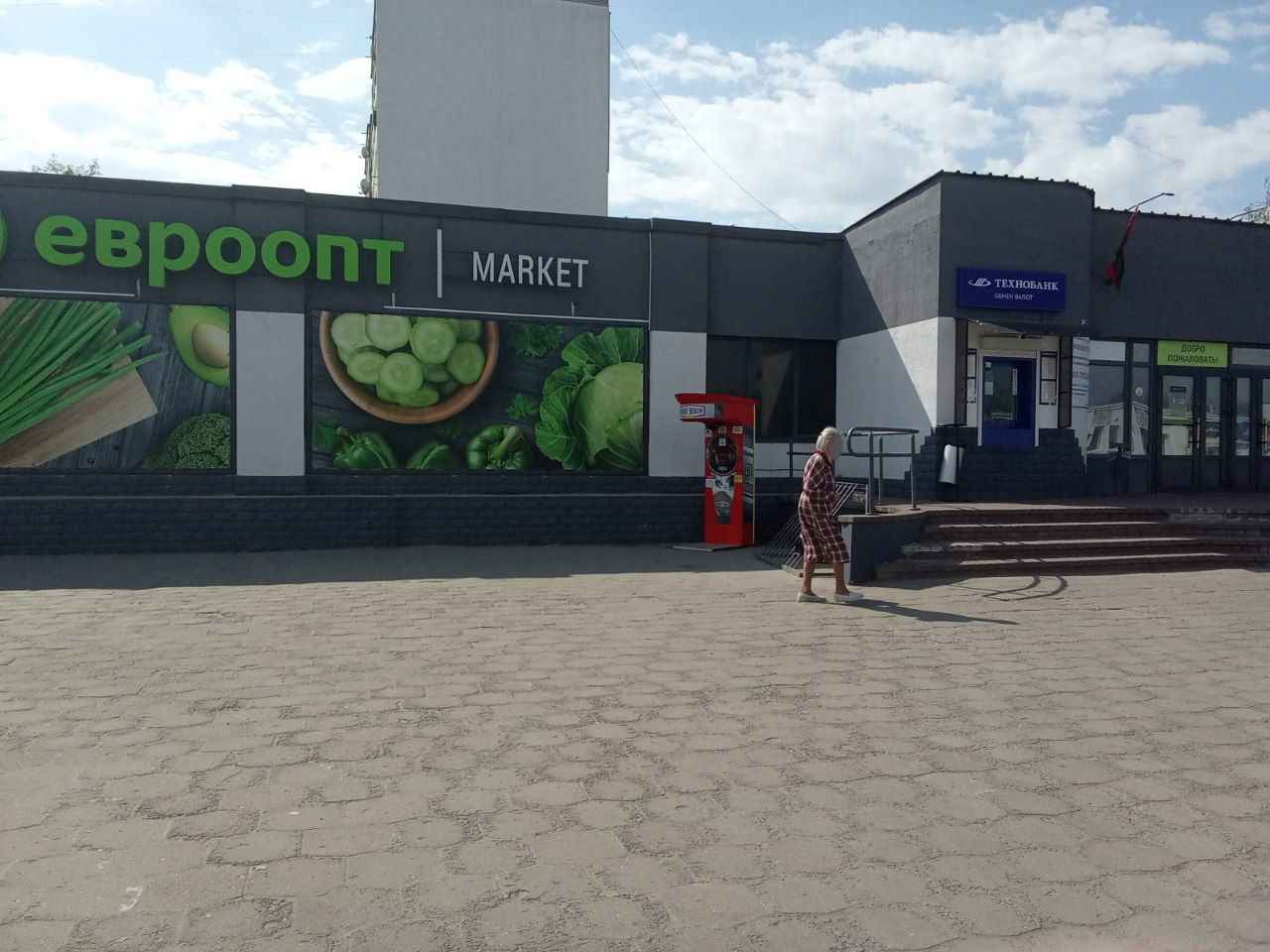
Евроопт на Адамковской

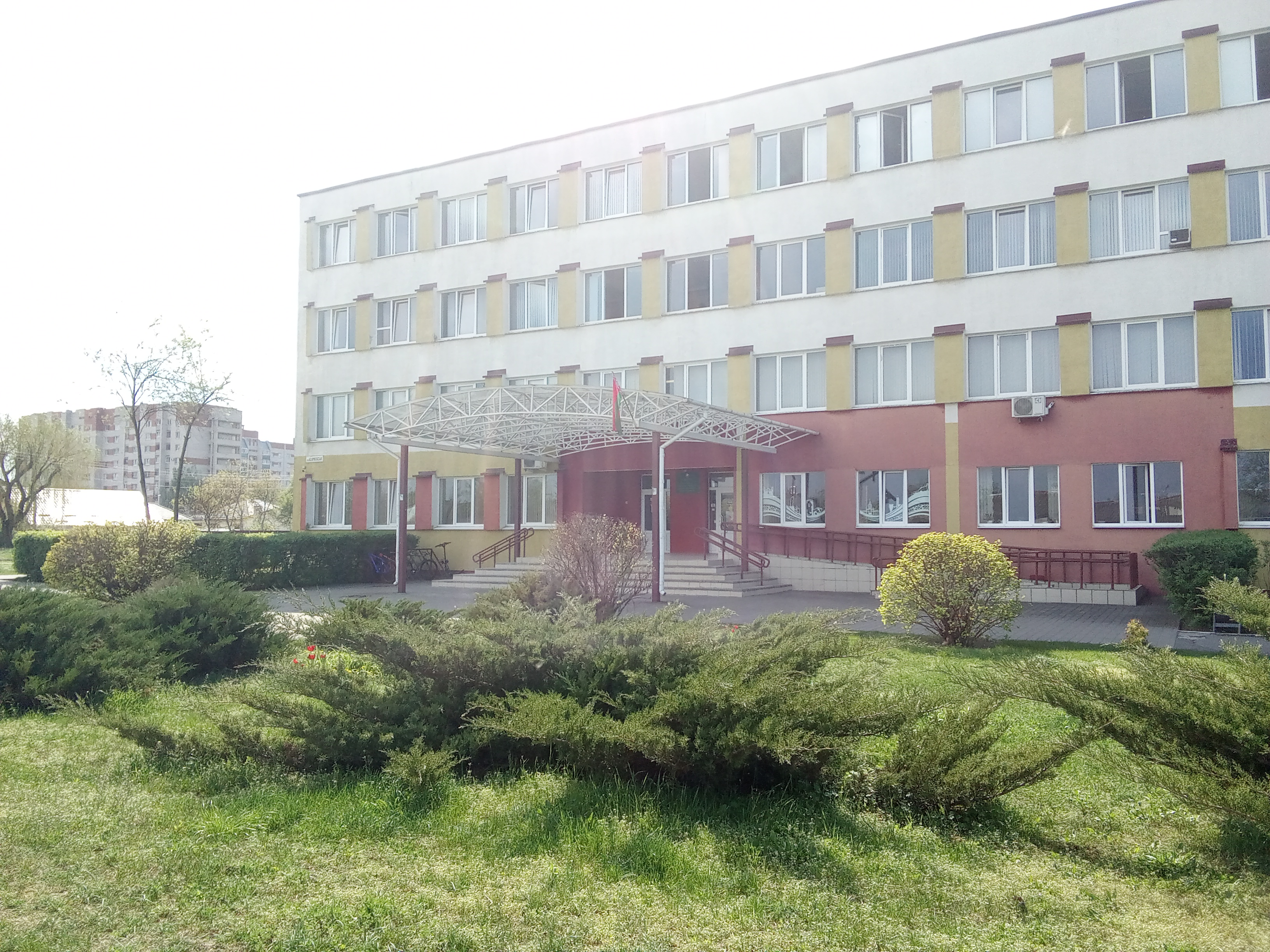
Колледж сферы обслуживания

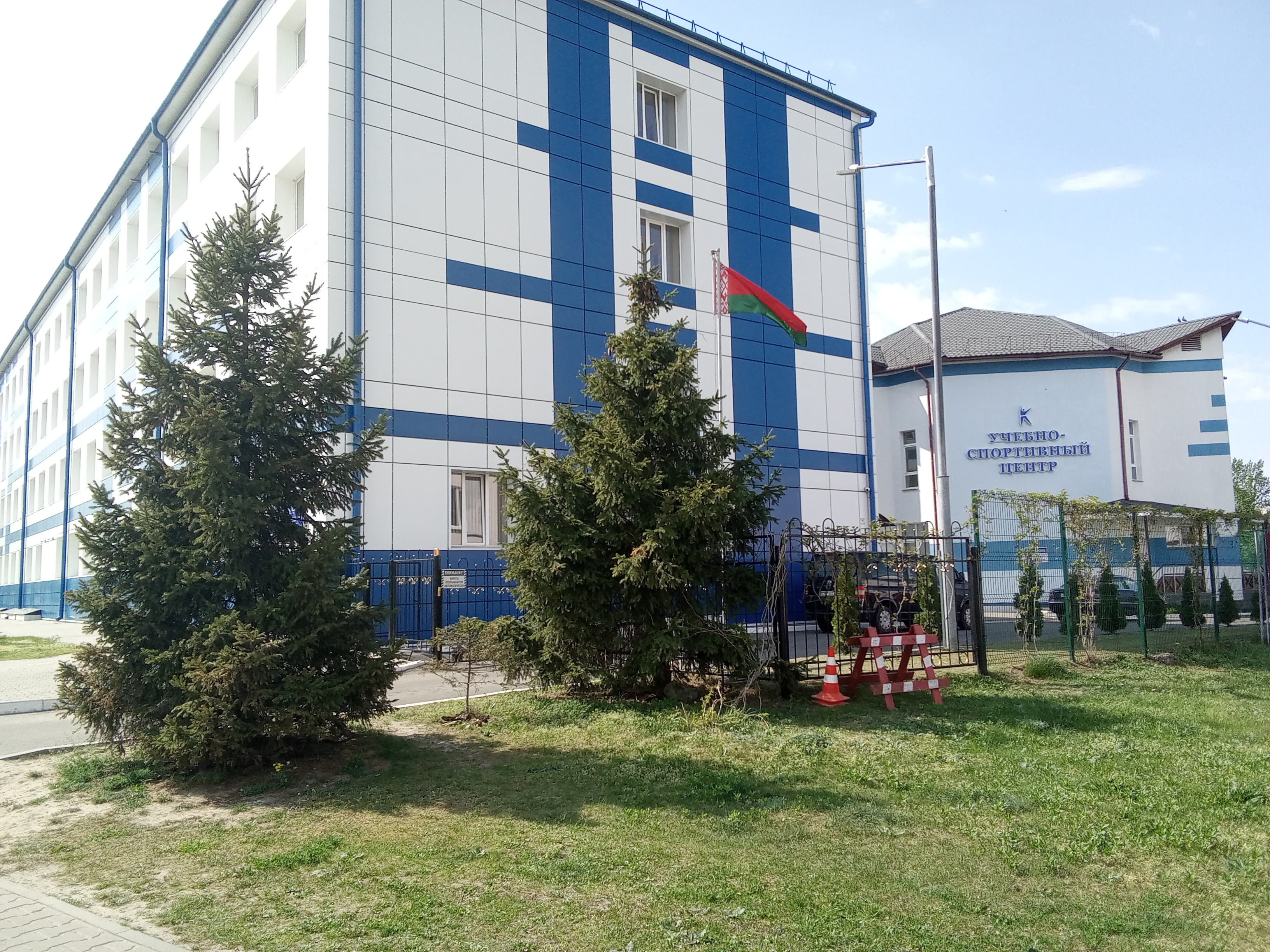
Учебно-спортивный центр

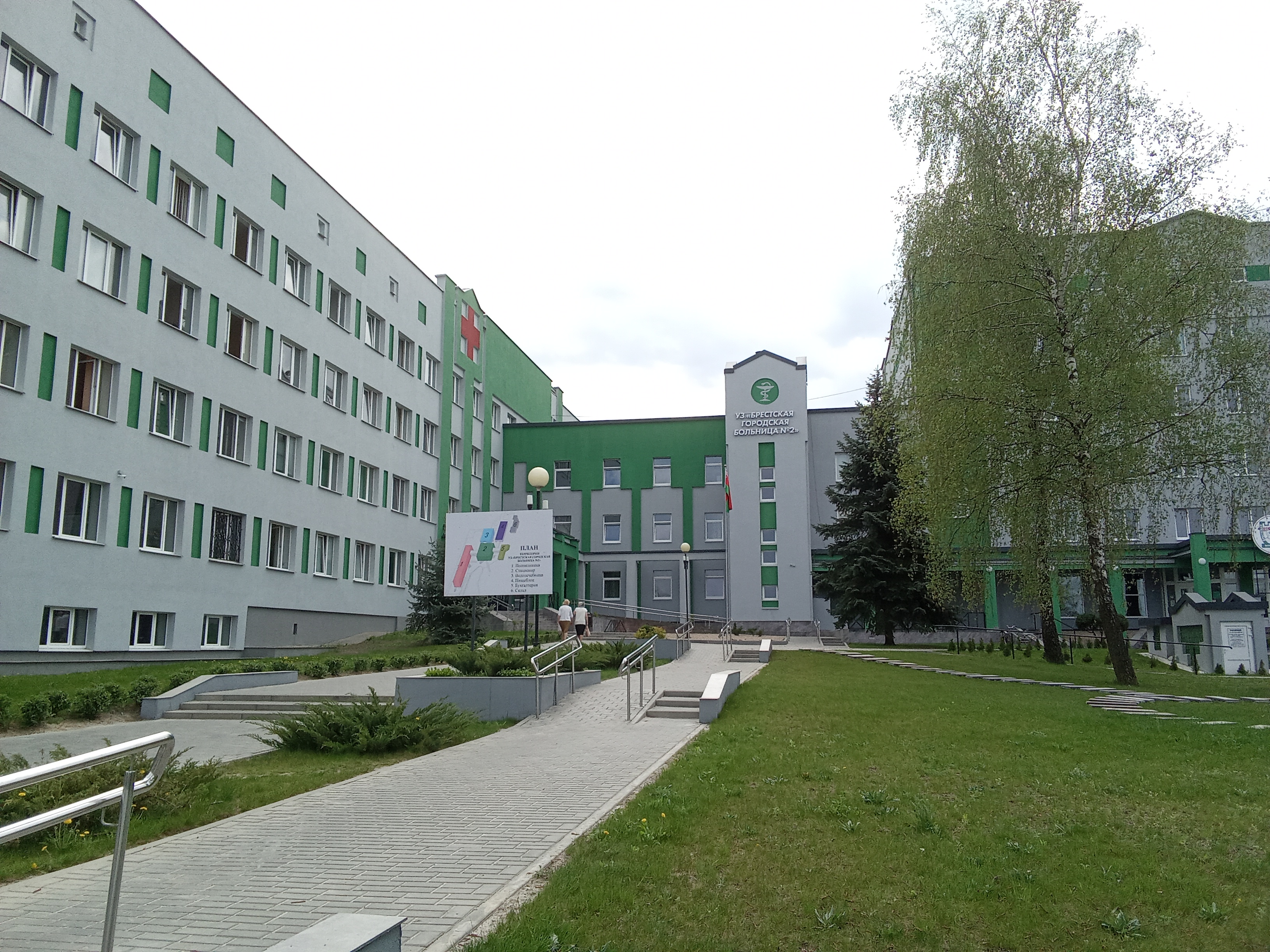
Брестская городская больница №2